# Sharon den Adel
Sharon Janny den Adel (rođena u Waddinxveenu pokraj Goude, Nizozemska, 12. srpnja 1974.) je glavna vokalistica i jedna od tekstopisateljica nizozemskog simfonijskog metal sastava Within Temptation. U dugogodišnjoj je vezi s Robertom Westerholtom koji je i gitarist i suosnivač tog sastava.

## Privatni život
Sharon i njen dugogodišnji partner Robert imaju kćer Evu Lunu, koja je rođena 7. prosinca, 2005. Sharon je bila trudna tijekom The Silent Force turneje. Nije željela znati spol djeteta prije rođenja.
Sharon tvrdi da njena veza s Robertom nikad nije utjecala na njihov poslovni život i rad u bendu.
Trenutno živi blizu Gouda u Nizozemskoj, no živjela je u deset različitih država. Ima dvije mačke zvane Haplo i Lola. Ne jede crveno meso.

## Poznati obožavatelji
- Dave Grohl je izjavio da je obožavatelj Sharon i Within Temptationa.
- Simone Simons iz nizozemskog symphonic metal sastava Epica je također fan.
- Skupina se također dobro slaže s talijanskim metal sastavom Lacuna Coil.
- Anette Olzon koja je bila glavna pjevačica Nightwisha (nakon što je zamijenila Tarju Turunen) kaže kako joj je Sharonin glas jedan od najdražih.

## Diskografija
- Enter (1997.)
- The Dance (EP) (1998.)
- Mother Earth (2001.)
- The Silent Force (2004.)
- The Heart of Everything (2007.)
- The Unforgiving (2011.)